# Ina (Fluss)
Die Ina (deutsch Ihna) ist ein rechter Nebenfluss der Oder in der polnischen Woiwodschaft Westpommern. 
Der Fluss entspringt einige Kilometer östlich von  Ciemnik (Temnick) und südlich von Ińsko (Nörenberg) in Hinterpommern und wird gebildet durch die Faule Ihna und die eigentliche Ihna. Sie durchfließt Stargard und fließt weiter in einem großen Bogen nach Nordwesten, wo sie Goleniów (Gollnow) durchfließt und in den Dammschen See und damit in die Oder mündet. 
Zur Zeit der Hanse betrieb die Stadt Stargard einen regen Getreidehandel, den sie über die Ihna abwickelte. Um 1830 war die Ihna nur noch über eine Länge von 4 Meilen schiffbar.
Die Mündung in den Dammschen See wurde 1808 an die jetzige Stelle verlegt. Zuvor befand sie sich etwas weiter südlich bei Ihnamünde. 